# Sarah Stephanie
Sarah Stephanie, född 5 maj 1990 i Neudörfl, är en österrikisk sångare. Hon har släppt sex album mellan år 2000 och 2012. Tre av albumen har nått placeringar mellan 30 och 55 på den österrikiska albumlistan.
Hennes sjätte album Herzkommando gavs ut den 20 januari 2012. Albumets femte promosingel "Herz übernimmt Kommando" gavs ut den 10 juli 2011. Låtens officiella musikvideo hade fler än 80 000 visningar på Youtube i september 2012.

## Diskografi

### Album
- 2000 - Mein schönster Traum
- 2001 - Ich heiße Stephanie
- 2002 - Stephanie
- 2004 - Wie ein Luftballon
- 2006 - Schenk mir Dein Herz
- 2012 - Herzkommando